# Бжесьце (Західнопоморське воєводство)
Бжесьце (пол. Brzeście) — село в Польщі, у гміні Славно Славенського повіту Західнопоморського воєводства.
Населення — 189 осіб (2011).
У 1975-1998 роках село належало до Слупського воєводства.

## Демографія
Демографічна структура станом на 31 березня 2011 року:
|          | Загалом | Допрацездатний вік | Працездатний вік | Постпрацездатний вік |
| -------- | ------- | ------------------ | ---------------- | -------------------- |
| Чоловіки | 89      | 19                 | 64               | 6                    |
| Жінки    | 100     | 31                 | 51               | 18                   |
| Разом    | 189     | 50                 | 115              | 24                   |